# Hector Santiago
Hector Felipe Santiago (ur. 16 grudnia 1987) – amerykański baseballista występujący na pozycji miotacza w Chicago White Sox.

## Przebieg kariery
W czerwcu 2006 został wybrany w 30. rundzie draftu przez Chicago White Sox i początkowo grał w klubach farmerskich tego zespołu, między innymi w Birmiingham Barons, reprezentującym poziom Double-A. W Major League Baseball zadebiutował 6 lipca 2011 w meczu przeciwko Kansas City Royals. 7 kwietnia 2012 w spotkaniu z Texas Rangers na U.S. Cellular Field zaliczył pierwszy save, zaś 8 maja 2012 w meczu z Cleveland Indians na Progressive Field zanotował pierwsze zwycięstwo w MLB. W sezonie 2013 wystąpił w 30 meczach, w tym w 24 jako starting pitcher.
W grudniu 2013 w ramach wymiany zawodników, w której udział wzięły trzy kluby, przeszedł do Los Angeles Angels of Anaheim. W lipcu 2015 otrzymał powołanie do AL All-Star Team. W sierpniu 2016 w ramach wymiany przeszedł do Minnesota Twins. W lutym 2018 podpisał kontrakt jako wolny agent z Chicago White Sox.

## Nagrody i wyróżnienia
| Nagroda/wyróżnienie | Lata | Źródło |
| All-Star            | 2015 | [ 1 ]  |